# Dapurno
Dapurno is een bestuurslaag in het regentschap Grobogan van de provincie Midden-Java, Indonesië. Dapurno telt 3954 inwoners (volkstelling 2010).